# جين جيلارد
جين جيلارد (بالفرنسية: Jeanne Gaillard)‏ هي مؤرخة فرنسية، ولدت في 1909 في لا روشيل في فرنسا، وتوفيت في 19 سبتمبر 1983 في باريس في فرنسا.